# Niels Christian Hüttel
Niels Christian Hüttel (født 7. januar 1945) er en tidligere dansk fodboldspiller, der spillede størstedelen af sin karriere i Vejle Boldklub .

## Karriere
Niels Chr. Hüttel indledte karrieren i Hedensted IF, hvorfra han skiftede til Vejle Boldklub. I en periode spillede han i udlandet for Washington Whips, Bofors IK og KB Karlskoga, inden han vendte tilbage til Vejle Boldklub. Her står han noteret for 116 kampe og 8 fuldtræffere.
Niels Christian Hüttel spillede på midtbanen og var anfører for det VB-mandskab, der i starten af 1972 vandt The Double. I løbet af karrieren opnåede han endvidere at spille 4 U-19 landskampe og 10 U/21 landskampe.
Hüttels sidste kamp i den røde trøje var mod skotske Celtic d. 6. november 1973 .